# Fons reservats
Els fons reservats o despeses reservades són una partida dels Pressupostos Generals de l'Estat espanyol, que es destina a la defensa i la seguretat de l'Estat, particularment per combatre la lluita armada i el narcotràfic. Es caracteritza pel seu caràcter d'informació classificada, cosa que es tradueix en l'absència de publicitat, justificació i supervisió externa d'aquestes despeses.

## Regulació
Des de 1995, aquesta partida està regulada per la llei de fons reservats, oficialment anomenada Llei 11/1995, d'11 de maig, reguladora de la utilització i control dels crèdits destinats a despeses reservades i per la Llei de secrets oficials quant al seu caràcter de «secret». Les despeses reservades s'estableixen per part del govern espanyol a la Llei de Pressupostos Generals de l'Estat i només poden ser modificades posteriorment amb l'autorització de les Corts Generals mitjançant la Comissió de Secrets Oficials, una comissió parlamentària especial creada el 2004 amb accés a la informació sobre les despeses reservades.
L'article 4 de l'esmentada llei limita la consignació de crèdits destinats a aquest fi als ministeris d'Afers Exteriors, Justícia i Interior i Defensa. El principal destinatari d'aquests fons és el Centre Nacional d'Intel·ligència.

## Cas dels fons reservats
El 23 de novembre de 1993, Diario 16 va denunciar que el director de la Guàrdia Civil, Luis Roldán, havia augmentat el seu patrimoni de forma irregular. El 9 de març de 1994, el diari El Mundo va anunciar que diversos alts càrrecs del Ministeri de l'Interior d'Espanya, en el govern presidit per Felipe González (PSOE), havien estat cobrant sobresous dels fons reservats durant anys.
El 19 de setembre va començar un judici per malversació de cabals públics contra els exministres d'Interior José Barrionuevo i José Luis Corcuera, l'exdirector general de la Seguretat de l'Estat Julián Sancristóbal, l'exsecretari d'Estat per a la Seguretat Rafael Vera, l'excap del Comandament únic de la lluita antiterrorista Francisco Álvarez, l'exdirector de la Policia espanyola José María Rodríguez Colorado i l'exgovernador civil de Biscaia Iñaki López, en què es va denominar el cas dels fons reservats. Luis Roldán, al principi també imputat per aquest delicte, no es va asseure a la banqueta per haver estat jutjat anteriorment per enriquiment il·lícit en el conegut com a cas Roldán. El judici es va saldar amb l'absolució de Barrionuevo i Corcuera i penes d'entre 11 mesos i 7 anys de presó per a la resta d'acusats.